# Abbaudus
Abbaudus (französisch Abbaud) war ein katholischer Theologe des 12. Jahrhunderts, der nur durch seinen kurzen dogmatischen, auf Latein verfassten Traktat De fractione corporis Christi bekannt ist.
Der französische Gelehrte Jean Mabillon entdeckte den erwähnten Traktat, in dem Abbaudus als Verfasser namhaft gemacht wird, in der französischen Nationalbibliothek in einer Manuskriptsammlung von Predigten, die von Mabillon dem Abt Chrétien von Sainte-Pierre de Chartres zugeschrieben wurden. Mabillon gab den Traktat in den Vetera analecta (Band 3, Paris 1675, S. 442–445) heraus. Jacques-Paul Migne druckte den Text in seiner Patrologia Latina (Band 166, Paris 1854, Sp. 1341–1348) wieder ab. Über den Verfasser ist in dem Text außer seinem Namen nur noch ersichtlich, dass er ein Abt war, doch ist unbekannt, welchem Kloster er vorstand. Auch sonst sind über sein Leben keine weiteren Details überliefert.
Johann Albert Fabricius datierte die Abfassungszeit von Abbaudus’ Schrift etwa auf das Jahr 1130. Der Autor scheint seinen Traktat gegen den frühscholastischen Theologen Petrus Abaelardus gerichtet zu haben. Er beteiligte sich mit seiner Schrift an der durch Berengar von Tours bezüglich der Transsubstantiationslehre ausgelösten Debatte, worauf sich die Brechung der Hostie beziehe. Hierbei schloss er sich der von Kardinal Humbert von Silva Candida 1059 vertretenen Auffassung von der eigentlichen Brechung des Leibes Christi durch die Hände des Priesters an.